# مزرعه جهانگیر
مزرعه جهانگیر یکی از روستاهای استان آذربایجان شرقی است که در دهستان دیکله بخش مرکزی شهرستان هوراند  واقع شده‌است. بر اساس سر شماری سال ۱۳۸۵ جمعیت روستا ۳۷ نفر در ۷ خانوار بود.

## چهره سرشناس
عزیز شهنازی از عاشیقهای معروف  دورهٔ معاصر از اهالی سرشناس مزرعه جهانگیر است.